# Burgstall Edelburg
Der Burgstall Edelburg, im Volksmund auch Hodlenburg genannt, bezeichnet eine abgegangene Höhenburg auf 510 m ü. NN im Landkreis Böblingen in Baden-Württemberg.
Von der ehemaligen kleinen Burganlage 2500 Meter nordwestlich von Gärtringen an der westlichen Talkante des Gärtringer Tals sind nur noch der Burghügel und der kreisförmige Burggraben erhalten. Dieser Graben hat noch eine Tiefe von etwa vier Metern. Die rundliche Burgstelle weist einen Durchmesser von etwa 20 Meter auf, darauf befinden sich noch Schutthügel, die Mauerreste enthalten. Die Burg diente vermutlich zur Überwachung der naheliegenden Straße.

## Geschichte
Unter der Bezeichnung Odlerholtz wurde der Burgstall 1468 im Lagerbuch der Kellerei Herrenberg erwähnt und ist somit die erste schriftliche Quelle der bereits zuvor entstandenen Burg. Im 15. und 16. Jahrhundert gehörte der Burgstall dem Adelsgeschlecht der Harder. Von 1583 bis 1640 war die Burg Eigentum der Gemeinde Gärtringen. Vermutlich wurde die Burg im 16. Jahrhundert aufgegeben.

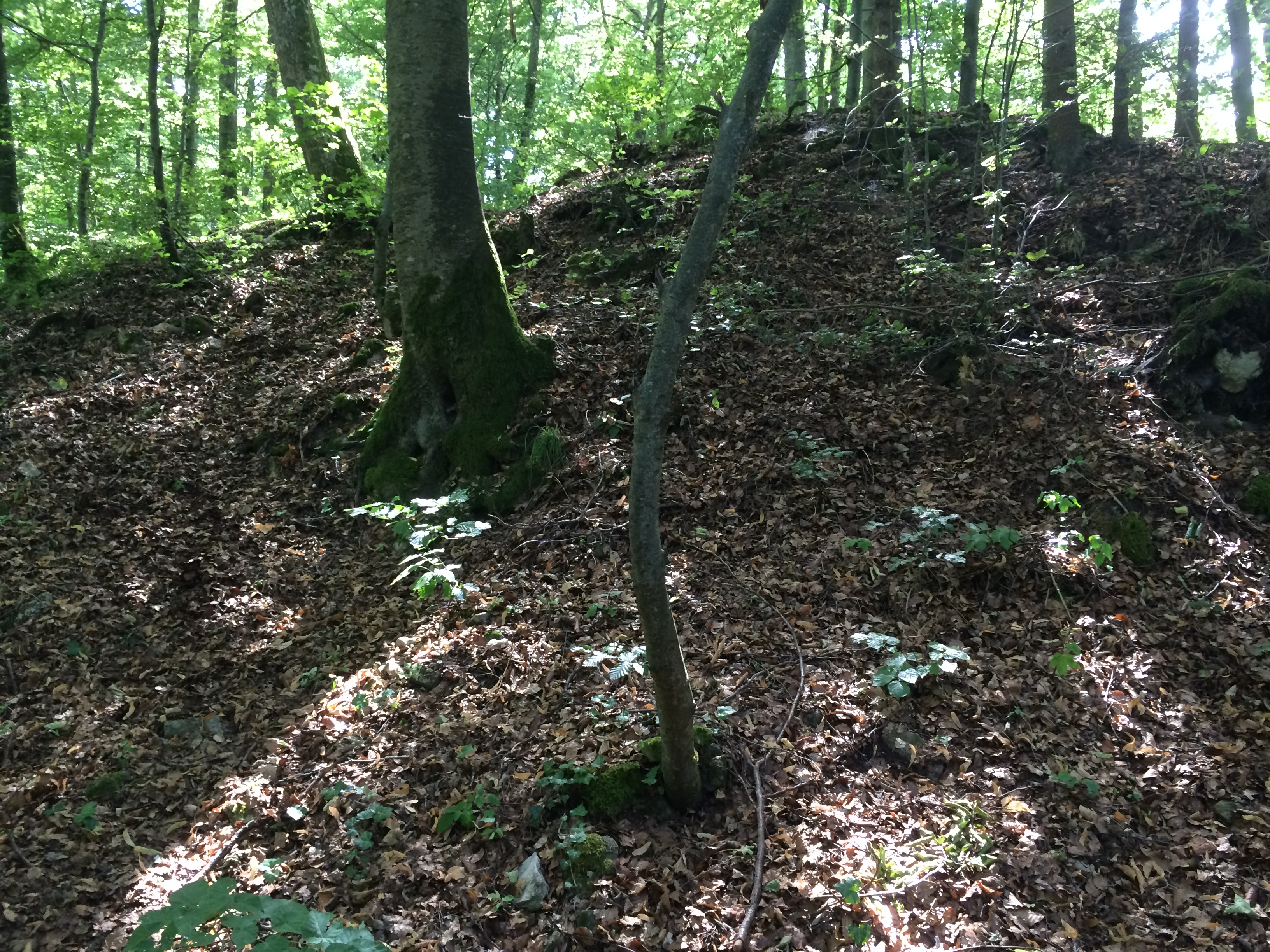
Schuttkegel der Kernburg (Juli 2015)
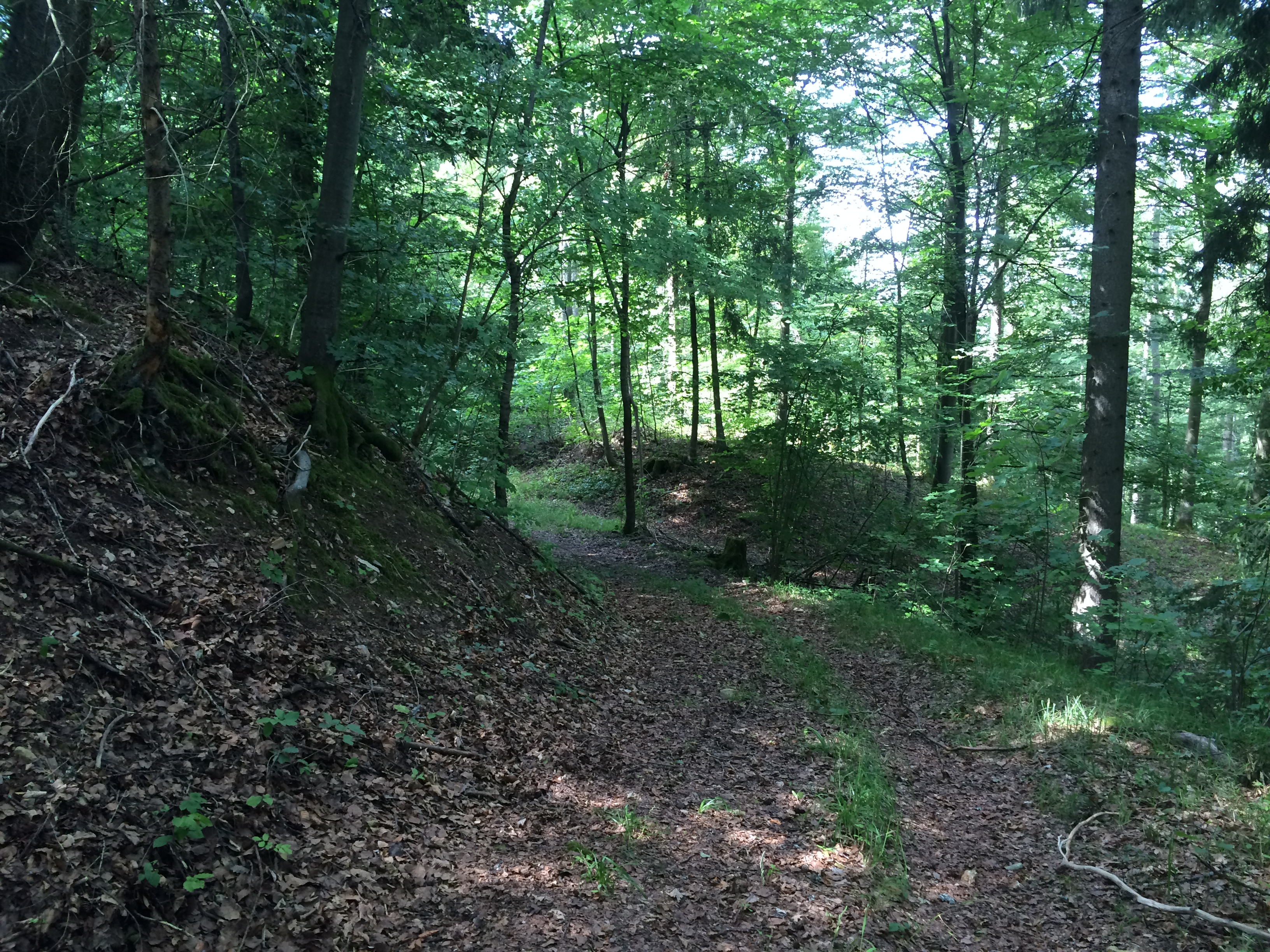
Reste der Vorburg (Juli 2015)
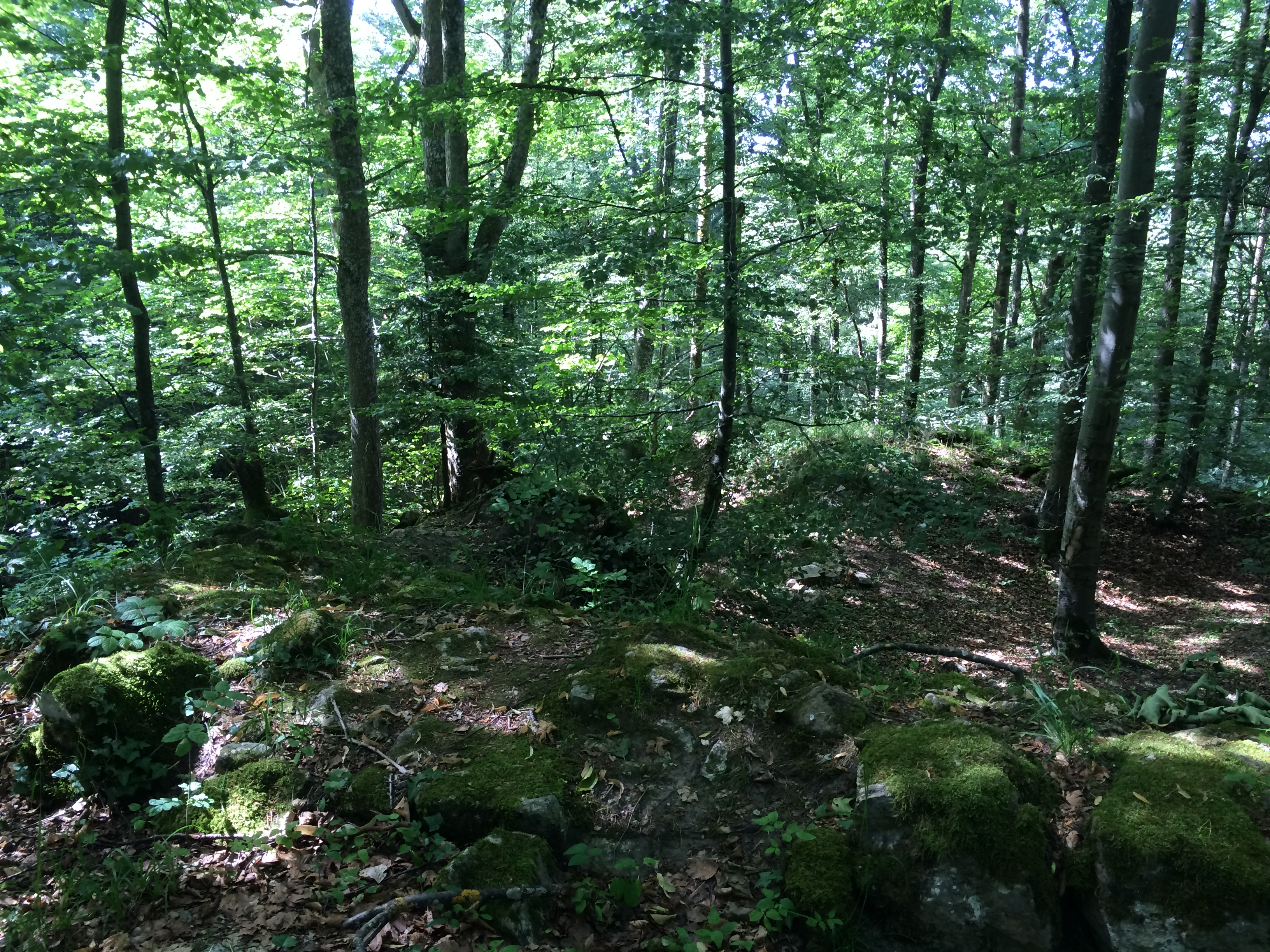
Ehemaliger Palas (Juli 2015)
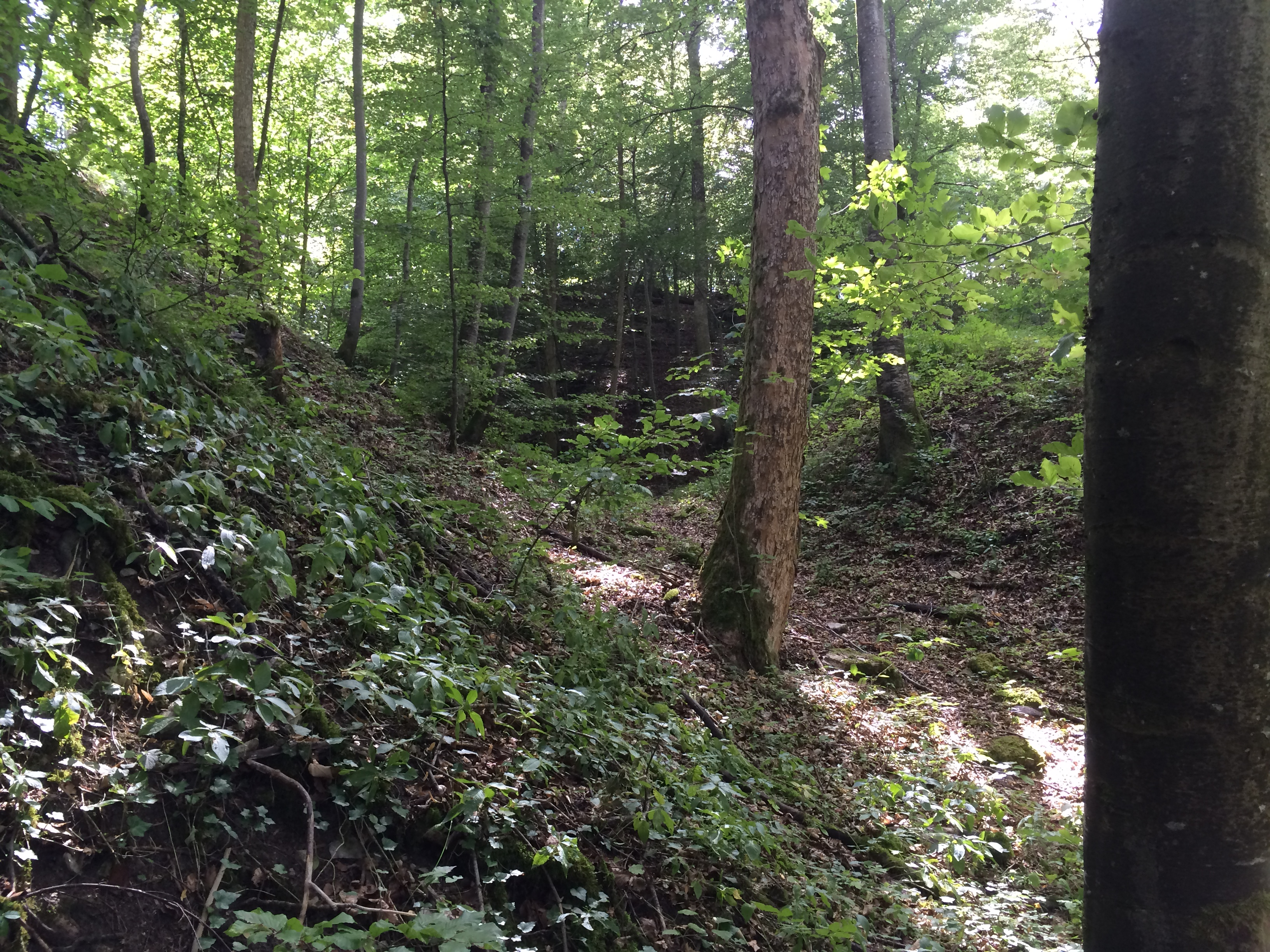
Rechter Halsgraben (Juli 2015)
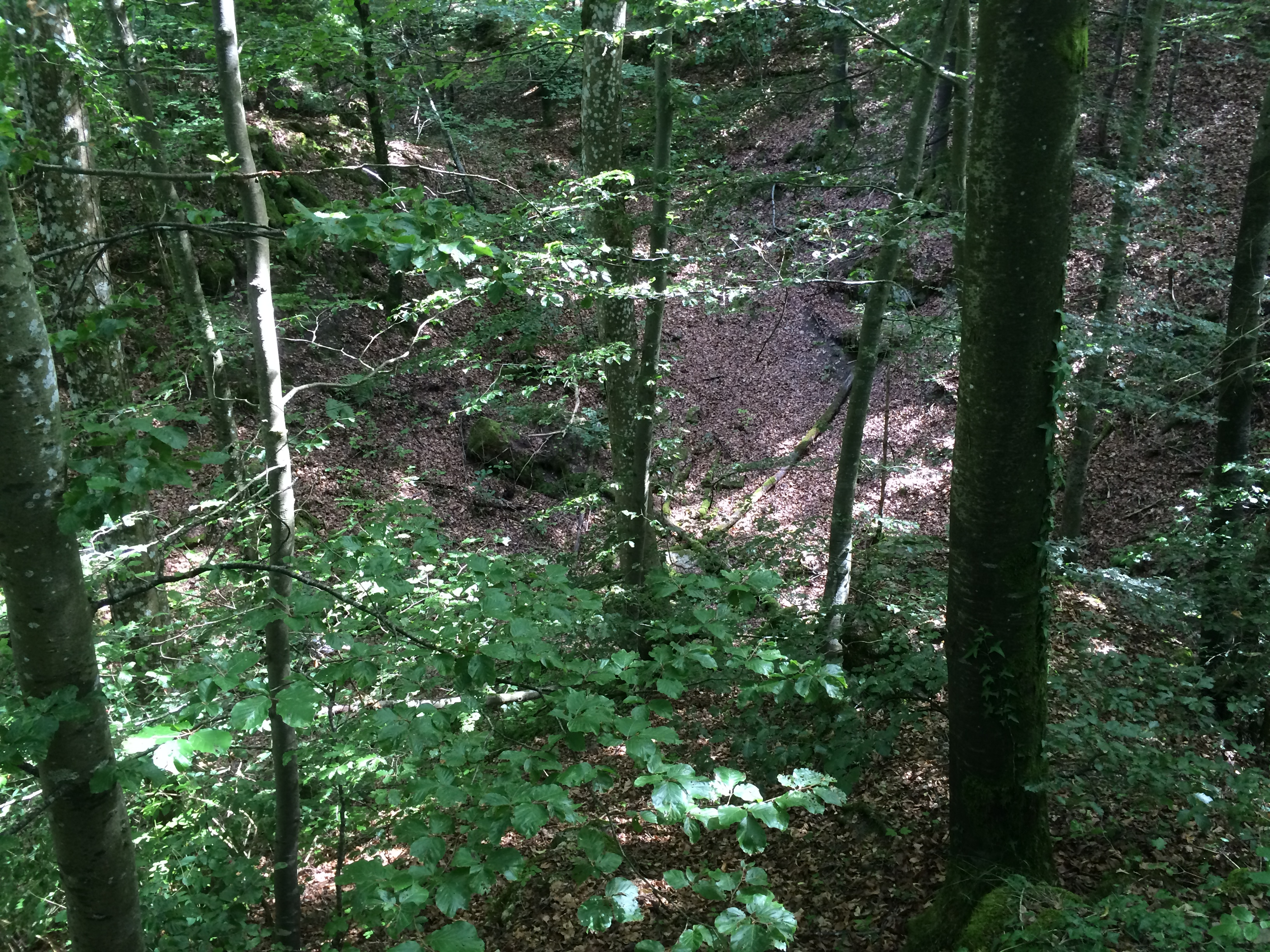
Linker Halsgraben (Juli 2015)